# Epipactis rhodanensis
Espèce
Epipactis rhodanensis, l’Épipactis du Rhône, est une espèce d'Orchidées originaire des ripisylves de la vallée du Rhône. 

## Habitat
Dans les Alpes, elle colonise les ripisylves de peupliers et d'aulnes, jusqu'à 1 300 mètres d'altitude. En plaine, elle se complait sur des sols basiques, en altitude, sur des sols siliceux, de gneiss ou de granite.

## Description
Sa tige grêle atteint 20 à 50 centimètres. Elle possède des feuilles de couleur vert clair à denticulation régulière. Son inflorescence peut atteindre une vingtaine de fleurs qui se développent de la mi-juin au début juillet en plaine, et au début août en altitude.

## Hybrides
Cette orchidée possède deux hybrides : avec Epipactis atrorubens en Isère, et avec Epipactis helleborine subsp. helleborine en Isère, Loire et Rhône.